# Stanisław Chorążek
Stanisław Marian Chorążek (ur. 13 kwietnia 1893 we Lwowie, zm. 1940 w Kijowie) – legionista, przodownik Policji Państwowej, ofiara zbrodni katyńskiej.

## Życiorys
Stanisław Marian Chorążek urodził się 13 kwietnia 1893 we Lwowie jako syn Władysława i Bronisławy z domu Ihmer. Podczas I wojny światowej służył w Legionach Polskich w szeregach 5 kompanii 6 pułku piechoty w ramach III Brygady. Został ranny i 30 listopada 1915 trafił do szpitala nr 5 w Krakowie.
Po zakończeniu wojny, w niepodległej II Rzeczypospolitej wstąpił do służby w Policji Państwowej. Pracując jako posterunkowy PP uchwałą Rady Miejskiej w Sanoku z 1928 został uznany przynależnym do gminy Sanok. W latach 30. pełnił funkcję na posterunku Policji Państwowej w Tyrawie Wołoskiej. Od 1935 służył na stanowisku komendanta posterunku Policji Państwowej w Bukowsku.
Po wybuchu II wojny światowej w okresie kampanii wrześniowej i po agresji ZSRR na Polskę pozostawał na stanowisku komendanta posterunku PP. W październiku 1939 przebywał w Tyrawie Wołoskiej u rodziny, gdzie 22 października został aresztowany przez sowietów i osadzony w areszcie w Lesku. Następnie został przewieziony do Załuża, a później do Sambora, gdzie przebywał do 4 maja 1940. W 1940 został zamordowany w więzieniu NKWD w Kijowie przy ul. Karolenkiwskiej 17. Jego nazwisko znalazło się na tzw. Ukraińskiej Liście Katyńskiej opublikowanej w 1994 (został wymieniony na liście wywózkowej 56/1-42 oznaczony numerem 3134). Ofiary tej części zbrodni katyńskiej zostały pochowane na otwartym w 2012 Polskim Cmentarzu Wojennym w Kijowie-Bykowni.
Jego żoną była pochodząca z Tyrawy Wołoskiej Maria, z domu Gankiewicz (zm. 1991), z którą miał córkę Teresę i syna Władysława.
W 1947 przed Sądem Grodzkim w Sanoku, na wniosek Marii Chorążek, zamieszkałej w Sanoku przy ul. Targowej 7, toczyło się postępowanie o uznanie za zmarłego Stanisława Chorążka.

## Ordery i odznaczenia
- Krzyż Niepodległości – 21 kwietnia 1937 „za pracę w dziele odzyskania niepodległości”[5]
- Medal Pamiątkowy za Wojnę 1918–1921
- Medal Dziesięciolecia Odzyskanej Niepodległości

## Upamiętnienie

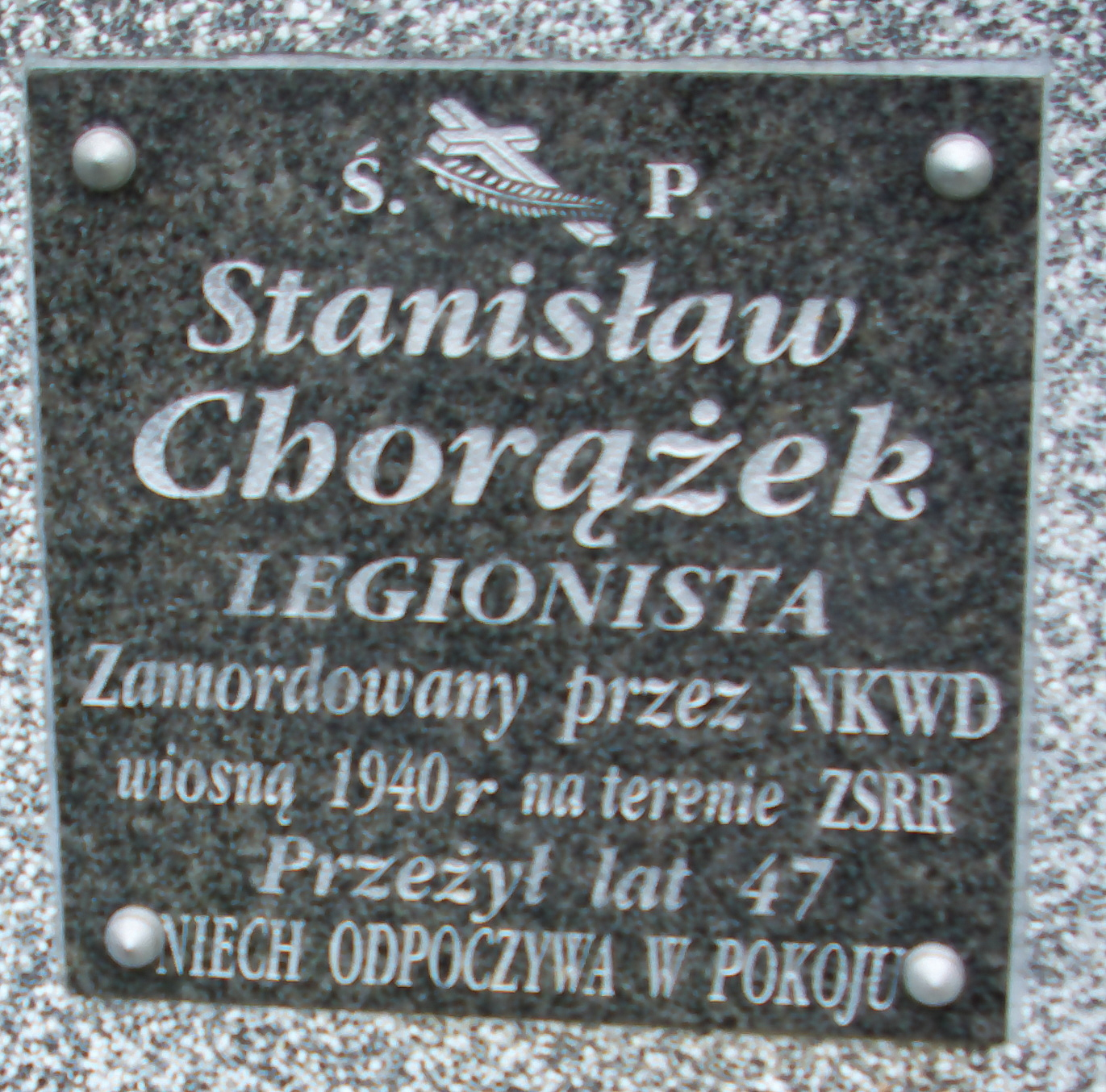
Nagrobna tablica upamiętniająca Stanisława Chorążka w Sanoku

Stanisław Chorążek został symbolicznie upamiętniony na grobowcu rodzin Boguckich i Bodnarów na Cmentarzu Centralnym w Sanoku.
Stanisław Chorążek został wymieniony na tablicy pamiątkowej, odsłoniętej 15 września 1996 na ogrodzeniu kościoła Podwyższenia Krzyża Świętego parafii pod tym samym wezwaniem w Bukowsku, honorującej ofiary walk i prześladowań z okresu II wojny światowej pochodzących z Bukowska i okolic (poza nim zostały upamiętnione trzy inne ofiary zbrodni katyńskiej: Stanisław Kowalik, Jan Krawiec i Władysław Wilecki).
Ponadto jego nazwisko zostało umieszczone na pomniku „Katyń 1940” na Cmentarzu Centralnym w Szczecinie.